# Metin Doğu
Metin Doğu (* 19. Januar 1997) ist ein türkischer Leichtathlet, der sich auf den Hochsprung spezialisiert hat.

## Sportliche Laufbahn
Erste internationale Erfahrungen sammelte Metin Doğu beim Europäischen Olympischen Jugendfestival (EYOF) 2013 in Utrecht, bei dem er mit übersprungenen 1,96 m den sechsten Platz belegte. Im Jahr darauf gewann er bei den Junioren-Balkan-Meisterschaften in Serres mit 2,02 m die Bronzemedaille und 2015 belegte er bei den Balkan-Hallenmeisterschaften in Istanbul mit einer Höhe von 2,00 m den siebten Platz. Anfang Juli siegte er mit 2,12 m bei den Junioren-Balkanmeisterschaften in Pitești und schied kurz darauf bei den Junioreneuropameisterschaften in Eskilstuna mit 2,05 m in der Qualifikationsrunde aus. Im Jahr darauf verpasste er bei den U20-Weltmeisterschaften in Bydgoszcz mit 2,05 m den Finaleinzug und 2017 wurde er bei den Balkan-Hallenmeisterschaften in Belgrad mit 2,16 m Fünfter. Mitte Juli gelangte er dann bei den U23-Europameisterschaften in Bydgoszcz mit 2,00 m auf Rang zwölf. Zwei Jahre später verpasste er bei den U23-Europameisterschaften in Gävle mit 2,12 m den Finaleinzug. 2020 klassierte er sich bei den Balkan-Hallenmeisterschaften in Istanbul mit 2,10 m auf dem siebten Platz und 2022 wurde er bei den Balkan-Hallenmeisterschaften ebendort mit 2,00 m Elfter.
2015 wurde Doğu türkischer Meister im Hochsprung im Freien sowie in den Jahren 2017 und 2022 in der Halle.

## Persönliche Bestleistungen
- Hochsprung: 2,16 m, 19. Juni 2019 in Bursa
  - Hochsprung (Halle): 2,20 m, 24. Dezember 2016 in Istanbul (türkischer U20-Rekord)